# Îles Tremiti
Les îles Tremiti (Isole Tremiti en italien) est un archipel italien situé dans la mer Adriatique, à douze milles nautiques au nord du Gargano.
Administrativement, l'archipel forme une commune appartenant à la province de Foggia, dans les Pouilles. Il attire de nombreux touristes.

## Toponymie
Dans l'antiquité, les îles étaient nommées îles de Diomède. Le nom actuel est dérivé de Trimerus, c'est-à-dire les trois parties pour indiquer les trois îles principales. Une hypothèse, qui n'est plus partagée aujourd'hui, fait référence au nom latin termes, à savoir oliveraies.
Jusqu'en 1932, les îles furent une colonie pénale.

## Géographie

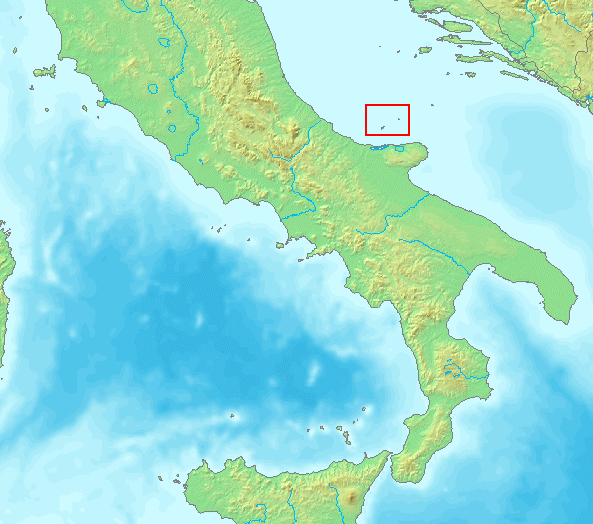
Position de l'archipel.

### Composition de l'archipel
L'archipel est composé des  îles de :
- San Domino, la plus grande, dédiée au tourisme où se trouve l'unique plage de sable de l'archipel ("Cala delle Arene")
- San Nicola, où vit la majeure partie de la population, joyau historique et artistique de l'archipel
- Capraia, ou Caprara ou Capperaia, la deuxième plus grande île par sa superficie, inhabitée
- Pianosa, distante d'une vingtaine de kilomètres du reste de l'archipel, se présente comme un rocher au milieu de l'Adriatique, également inhabitée.
- Le Cretaccio, la plus petite île de l'archipel, est un grand rocher calcaire situé entre San Domino et San Nicola.
- Le petit rocher appelé La Vecchia.

### Accès à l'archipel
On peut accéder par bateau aux îles Tremiti par ces liaisons : 
Vers le Nord : 
- Tremiti - Termoli.
- Tremiti - Vasto.
- Tremiti - Pescara.
- Tremiti - Ortona.

Vers le Sud : 
- Tremiti - Vieste.
- Tremiti - Manfredonia.
- Tremiti - Rodi Garganico.
- Tremiti - Peschici.

On peut également accéder aux îles (à San Domino) par hélicoptère, par financement privé, depuis l'aéroport Gino Lisa de Foggia.

## Histoire

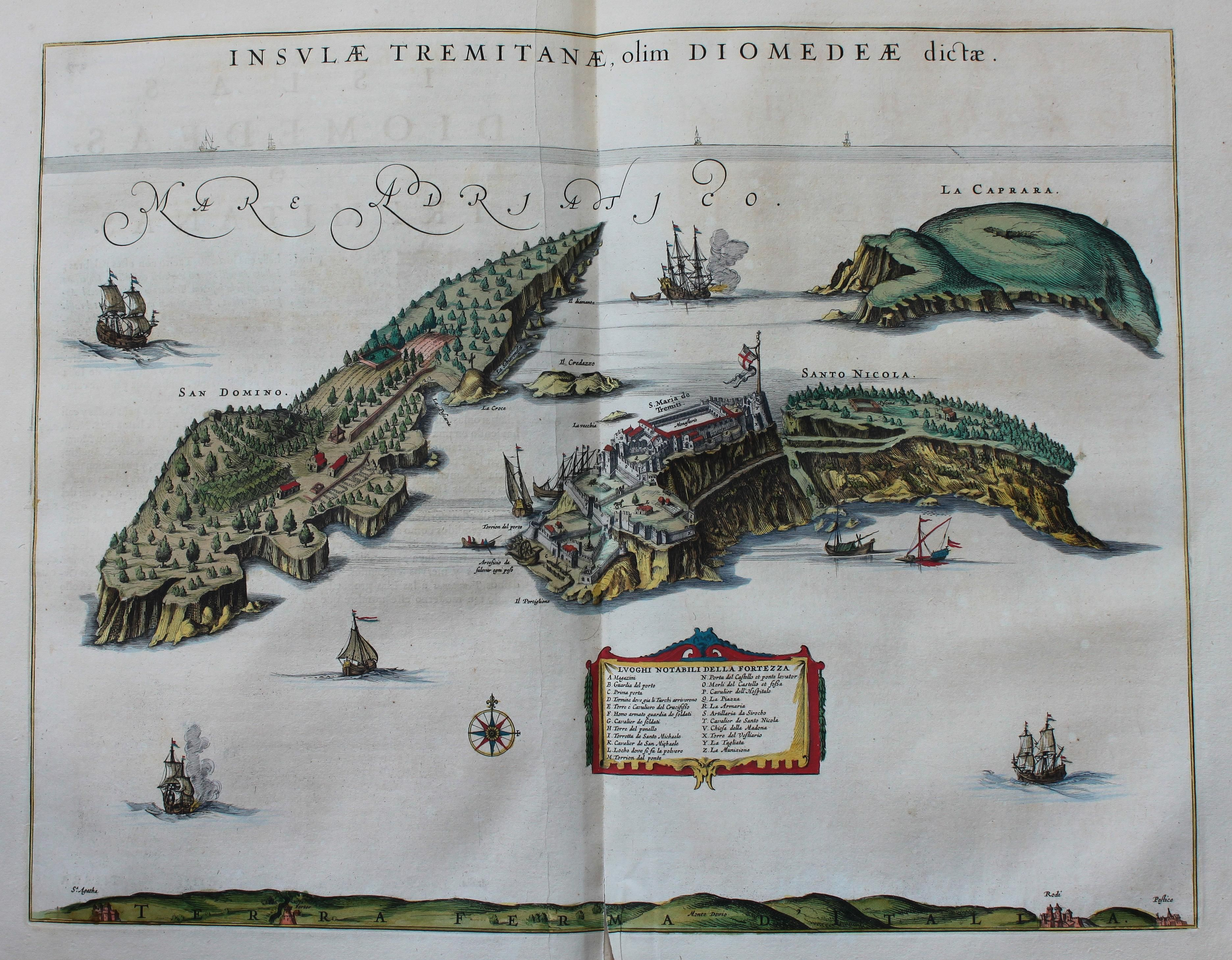
Îles Tremiti au 17e siècle

Mussolini fit déporter plusieurs centaines d’homosexuels sur San Domino. Aucune loi n’interdisait l’homosexualité, dont Mussolini niait d’ailleurs l’existence, disant qu’« en Italie il n’y a que des vrais hommes ». Néanmoins les personnes soupçonnées ou dénoncées furent raflées et déportées. Les victimes eurent sur l’île des conditions de survie très précaires. Ce crime n’a jamais été reconnu par l’État italien.

## Économie
- Tourisme.

## Réserve naturelle des Tremiti
L'archipel fait partie depuis 1989 de la réserve naturelle marine du parc national du Gargano.

## Culture
Sauf indication contraire ou complémentaire, les informations mentionnées dans cette section proviennent du générique de fin de l'œuvre audiovisuelle présentée ici.
À l'automne 2014, les Îles Tremiti accueillent une partie des scènes italiennes du long métrage La Vie très privée de Monsieur Sim de Michel Leclerc.

## Administration
| Période                                  | Période  | Identité           | Étiquette | Qualité |
| ---------------------------------------- | -------- | ------------------ | --------- | ------- |
| Les données manquantes sont à compléter. |          |                    |           |         |
| 2022                                     | En cours | Giuseppe Calabrese |           |         |